# Alice (sångare)
Den här artikeln handlar om sångaren Alice. För fler betydelser, se Alice (olika betydelser).

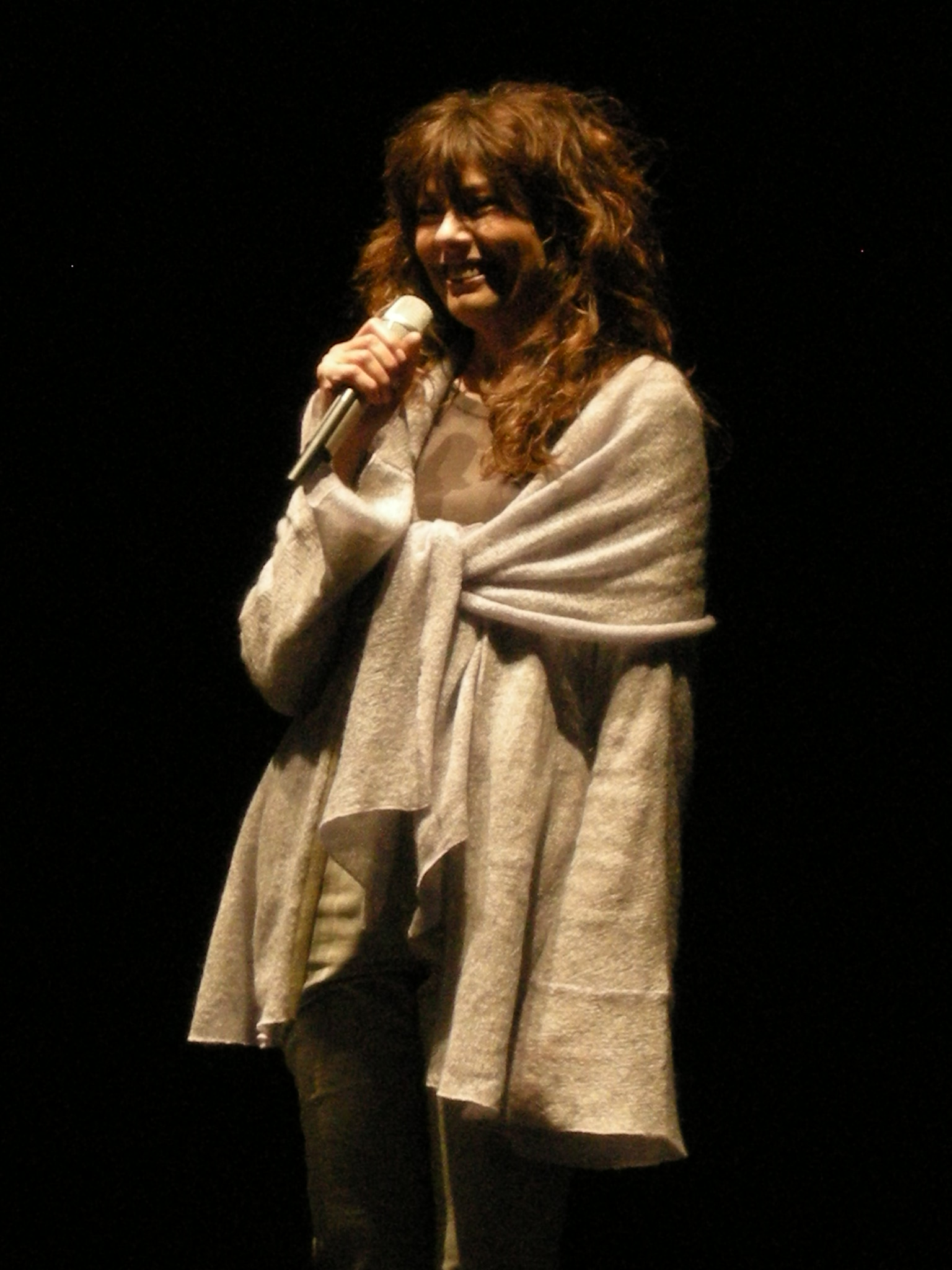
Alice (2009)

Alice (egentligen Carla Bissi) är en italiensk sångerska, född den 26 september 1954 i orten Forlì, nordväst om staden Rimini, Italien. Hon har varit professionell sedan 1971;  1981 vann hon San Remo-festivalen med låten "Per Elisa" som finns med på albumet Alice från 1981.
Alice framförde tillsammans med Franco Battiato (1945-2021) sången "I treni di Tozeur" ("Tågen från Tozeur"), vilken var Italiens bidrag i Eurovision Song Contest 1984. Hon framträdde 1985 och 1986 i svensk TV i underhållningsprogrammet Jacobs stege.
Hennes artistnamn uttalas inte som vanligt är på det anglosaxiska eller svenska sättet - korrekt uttal är i stället "ali-tje".

## Diskografi

### Som Carla Bissi
- 1972 - Il mio cuore se ne va / Un giorno nuovo
- 1972 - La festa mia / Fai tutto tu
- 1973 - Il giorno dopo / Vivere un po' morire un po'

### Som Alice Visconti
- 1975 - La mia poca grande età
- 1978 - Cosa resta...un fiore

### Som Alice
- 1980 - Capo Nord (album)
- 1981 - Alice (album)
- 1982 - Azimut (album)
- 1983 - Falsi allarmi
- 1985 - Gioielli rubati
- 1986 - Park Hotel
- 1987 - Elisir (album di Alice)
- 1988 - Mélodie passagère
- 1989 - Il sole nella pioggia
- 1992 - Mezzogiorno sulle Alpi
- 1995 - Charade
- 1998 - Exit (album)
- 1999 - God Is My Dj
- 2000 - Personal Juke Box
- 2003 - Viaggio in Italia (album)
- 2009 - Lungo la Strada Live
- 2012 - Samsara
- 2014 - Weekend

### Samlingsalbum/Övriga skivor
- 1979 - Mi chiamo Alice (Record Bazar)
- 1984 - Alice (album CGD) (CGD)
- 1986 - Alice (album EMI) (EMI)
- 1988 - Kusamakura (Giappone) (Odeon, EMI)
- 1994 - Il vento caldo dell'estate (EMI)
- 1995 - Viaggiatrice solitaria (EMI)
- 1997 - Alice canta Battiato (EMI)
- 1998 - I primi passi (On Sale Music)
- 2000 - I grandi successi di Alice (Olanda) (Disky)
- 2001 - Collezione (EMI)
- 2003 - Le signore della canzone (EMI)
- 2004 - Made in Italy (album) (EMI)
- 2005 - Studio Collection (Alice) (EMI)
- 2005 - The Best of Alice (EMI)
- 2006 - Le più belle canzoni di Alice (WEA)
- 2006 - Collezione Italiana (EMI)
- 2006 - D.O.C. (EMI)
- 2006 - The Best Of - Platinum (EMI)